# Anișoara Dobre-Bălan
Anișoara Dobre-Bălan (Liteni, 1966. július 1. –) világbajnok és olimpiai ezüstérmes román evezős. Testvére Doina Șnep-Bălan, sógora Ioan Șnep olimpiai ezüstérmes evezősök.

## Pályafutása
Az 1988-as szöuli olimpián bronz-, az 1992-es barcelonain négypárevezősben ezüstérmet szerzett társaival. 1985 és 1991 között a világbajnokságokon egy arany-, két-két ezüst- és bronzérmet nyert.

## Sikerei, díjai
- Olimpiai játékok – négypárevezős
  - ezüstérmes: 1992, Barcelona
  - bronzérmes: 1988, Szöul
- Világbajnokság
  - aranyérmes: 1989 (nyolcas)
  - ezüstérmes (2): 1986 (négypárevezős), 1991 (kétpárevezős)
  - bronzérmes (2): 1985, 1991 (négypárevezős)